# Claes-Ingvar Lagerkvist
| 2114 Wallenquist       | 19 aprile 1976    |
| 2191 Uppsala           | 6 agosto 1977     |
| 2274 Ehrsson           | 2 marzo 1976      |
| 2589 Daniel            | 22 agosto 1979    |
| 2694 Pino Torinese     | 22 agosto 1979    |
| 2744 Birgitta          | 4 settembre 1975  |
| 2902 Westerlund        | 16 marzo 1980     |
| 3005 Pervictoralex     | 22 agosto 1979    |
| 3250 Martebo           | 6 marzo 1979      |
| 3331 Kvistaberg        | 22 agosto 1979    |
| 3573 Holmberg          | 16 agosto 1982    |
| 3634 Iwan              | 16 marzo 1980     |
| 4050 Mebailey          | 20 settembre 1976 |
| 4169 Celsius           | 16 marzo 1980     |
| 4254 Kamél             | 24 ottobre 1985   |
| 4310 Strömholm         | 2 settembre 1978  |
| 4593 Reipurth          | 16 marzo 1980     |
| 4985 Fitzsimmons       | 23 agosto 1979    |
| 5080 Oja               | 2 marzo 1976      |
| 5088 Tancredi          | 22 agosto 1979    |
| 5498 Gustafsson        | 16 marzo 1980     |
| 5934 Mats              | 20 settembre 1976 |
| 5937 Lodén             | 11 dicembre 1979  |
| 5938 Keller            | 16 marzo 1980     |
| 6150 Neukum            | 16 marzo 1980     |
| 6686 Hernius           | 22 agosto 1979    |
| 6687 Lahulla           | 16 marzo 1980     |
| 6771 Foerster          | 9 marzo 1986      |
| 6945 Dahlgren          | 16 marzo 1980     |
| 7047 Lundström         | 2 settembre 1978  |
| 7078 Unojönsson        | 17 ottobre 1985   |
| 7217 Dacke             | 22 agosto 1979    |
| 7360 Moberg            | 30 gennaio 1996   |
| 7545 Smaklösa          | 28 luglio 1978    |
| 7548 Engström          | 16 marzo 1980     |
| 7813 Anderserikson     | 16 ottobre 1985   |
| 7857 Lagerros          | 22 agosto 1978    |
| 7983 Festin            | 16 marzo 1980     |
| 8534 Knutsson          | 17 marzo 1993     |
| 8535 Pellesvanslös     | 21 marzo 1993     |
| 8536 Måns              | 21 marzo 1993     |
| 8537 Billochbull       | 21 marzo 1993     |
| 8538 Gammelmaja        | 21 marzo 1993     |
| 8539 Laban             | 19 marzo 1993     |
| 8616 Fogelquist        | 16 marzo 1980     |
| 8786 Belskaya          | 2 settembre 1978  |
| 8793 Thomasmüller      | 22 agosto 1979    |
| 9265 Ekman             | 2 settembre 1978  |
| 9266 Holger            | 2 settembre 1978  |
| 9267 Lokrume           | 2 settembre 1978  |
| 9273 Schloerb          | 22 agosto 1979    |
| 9274 Amylovell         | 16 marzo 1980     |
| 9275 Persson           | 16 marzo 1980     |
| 9521 Martinhoffmann    | 16 marzo 1980     |
| 9720 Ulfbirgitta       | 16 marzo 1980     |
| 9831 Simongreen        | 22 agosto 1979    |
| 9919 Undset            | 22 agosto 1979    |
| 10013 Stenholm         | 2 settembre 1978  |
| 10021 Henja            | 22 agosto 1979    |
| 10025 Rauer            | 16 marzo 1980     |
| 10265 Gunnarsson       | 2 settembre 1978  |
| 10270 Skoglöv          | 16 marzo 1980     |
| 10285 Renémichelsen    | 17 agosto 1982    |
| 10455 Donnison         | 9 luglio 1978     |
| 10458 Sfranke          | 2 settembre 1978  |
| 10997 Gahm             | 2 settembre 1978  |
| 11004 Stenmark         | 16 marzo 1980     |
| 11013 Kullander        | 16 agosto 1982    |
| 11256 Fuglesang        | 2 settembre 1978  |
| 11449 Stephwerner      | 22 agosto 1979    |
| 11450 Shearer          | 22 agosto 1979    |
| 11451 Aarongolden      | 22 agosto 1979    |
| 11795 Fredrikbruhn     | 22 agosto 1979    |
| 11797 Warell           | 16 marzo 1980     |
| 11798 Davidsson        | 16 marzo 1980     |
| 12197 Jan-Otto         | 16 marzo 1980     |
| 12229 Paulsson         | 17 ottobre 1985   |
| 12663 Björkegren       | 2 settembre 1978  |
| 12671 Thörnqvist       | 16 marzo 1980     |
| 12672 Nygårdh          | 16 marzo 1980     |
| 12673 Kiselman         | 16 marzo 1980     |
| 12984 Lowry            | 22 agosto 1979    |
| 13908 Wölbern          | 2 settembre 1978  |
| 13911 Stempels         | 22 agosto 1979    |
| 13912 Gammelgarn       | 22 agosto 1979    |
| 14327 Lemke            | 16 marzo 1980     |
| 14348 Cumming          | 20 ottobre 1985   |
| 15674 Elfving          | 2 settembre 1978  |
| 16367 Astronomiasvecia | 16 marzo 1980     |
| 16707 Norman           | 19 agosto 1995    |
| 17368 Korn             | 22 agosto 1979    |
| 17369 Eremeeva         | 22 agosto 1979    |
| 18302 Körner           | 16 marzo 1980     |
| 18632 Danielsson       | 28 febbraio 1998  |
| 19084 Eilestam         | 2 settembre 1978  |
| 19918 Stavby           | 6 agosto 1977     |
| 19927 Rogefeldt        | 16 marzo 1980     |
| 20426 Fridlund         | 13 novembre 1998  |
| 20427 Hjalmar          | 13 novembre 1998  |
| 22251 Eden             | 2 settembre 1978  |
| 137052 Tjelvar         | 15 novembre 1998  |

Claes-Ingvar Oskar Lagerkvist (Nässjö, 17 novembre 1944) è un astronomo svedese.
Lagerkvist lavora all'osservatorio astronomico di Uppsala ed è noto per il suo lavoro sulle proprietà di forma e rotazione dei corpi minori.
Il Minor Planet Center gli accredita la scoperta di centoquarantasei asteroidi, effettuate tra il 1975 e il 1998, di cui due in cooperazione con Hans Rickman.
Ha inoltre scoperto le comete P/1996 R2 Lagerkvist, 308P/Lagerkvist-Carsenty e C/1996 R3 Lagerkvist.
Gli è stato dedicato l'asteroide 2875 Lagerkvist.